# Tee
 Ikke at forveksle med Te.
Tee'en el. teestedet er det område på en golfbane, hvor runden (i fagsprog kaldet "hullet") starter. En spiller kan vælge at starte sin bold på en lille skålformet pind, som står i jorden. Denne pind hedder også en tee.